# Nestor Ivanovych Makhno
Nestor Ivanovych Makhno (7 tháng 11 [lịch cũ 26 tháng 10] năm 1888 – 25 tháng 7 năm 1934), biệt danh Bat'ko Makhno ("Cha Makhno"), là một nhà cách mạng vô trị chủ nghĩa người Ukraina, và là thủ lĩnh Nghĩa quân Cách mạng Ukraina thời nội chiến Ukraina (1917-1921).